# Nick Schultz
Michael Storer (Brisbane, 13 de setembre del 1994) és un ciclista australià. Professional des del 2016, actualment corre a l'equip Israel-Premier Tech. En el seu palmarès destaca una victòria d'etapa a la Volta a Catalunya de 2024.

## Palmarès
- 2011
  -  Campió d'Oceania júnior en contrarellotge
- 2014
  - Vencedor d'una etapa a la Boucle de l'Artois
- 2016
  - Vencedor d'una etapa al Tour de Bretanya
  - Vencedor d'una etapa al Tour de l'Avenir
- 2019
  - Vencedor d'una etapa del Herald Sun Tour
- 2021
  - Vencedor d'una etapa al Sazka Tour
- 2024
  - Vencedor d'una etapa a la Volta a Catalunya

### Resultats a la Volta a Espanya
- 2017. 111è de la classificació general
- 2018. 75è de la classificació general
- 2019. 63è de la classificació general
- 2020. 25è de la classificació general

### Resultats al Giro d'Itàlia
- 2021. No surt (18a etapa)

### Resultats al Tour de França
- 2022. 23è de la classificació general
- 2023. 39è de la classificació general